# John Murray (Politiker)
John Murray (* 1768 bei Potts Grove, Northumberland County, Province of Pennsylvania; † 7. März 1834 in East Chillisquaque, Pennsylvania) war ein US-amerikanischer Politiker. Zwischen 1817 und 1821 vertrat er den Bundesstaat Pennsylvania im US-Repräsentantenhaus.

## Werdegang
John Murray war ein Cousin des Kongressabgeordneten Thomas Murray (1770–1823). Er besuchte private Schulen und betätigte sich danach in der Landwirtschaft. Politisch wurde er Mitglied der Ende der 1790er Jahre von Thomas Jefferson gegründeten Demokratisch-Republikanischen Partei. Zwischen 1807 und 1810 saß er als Abgeordneter im Repräsentantenhaus von Pennsylvania.
Nach dem Rücktritt des Kongressabgeordneten David Scott wurde Murray bei der fälligen Nachwahl als dessen Nachfolger in das US-Repräsentantenhaus in Washington, D.C. gewählt, wo er am 14. Oktober 1817 sein neues Mandat antrat. Nach einer Wiederwahl konnte er bis zum 3. März 1821 im Kongress verbleiben. Nach dem Ende seiner Zeit im US-Repräsentantenhaus arbeitete Murray wieder in der Landwirtschaft. Er starb am 7. März 1834 in East Chillisquaque in der Nähe seiner Heimatstadt Potts Grove.